# Tài sản bị suy giảm
Theo quy tắc kế toán của Hoa Kỳ (US GAAP), giá trị của một tài sản bị suy giảm khi tổng dòng tiền mặt ước tính trong tương lai từ tài sản đó nhỏ hơn giá trị sổ sách của tài sản. Tại thời điểm này khoản lỗ do suy giảm nên được ghi nhận, được thực hiện bằng cách lấy sự khác biệt giữa giá thị trường và giá trị sổ sách và ghi lại số tiền này như là khoản lỗ. Điều này về cơ bản ghi lại các tài sản như thể nó đã được mua lại thương hiệu mới tại giá trị thị trường của nó, ghi lại điều này như là giá trị sổ sách mới của nó. Đây là một sự xuất hiện phổ biến của lợi thế thương mại khi một công ty sẽ mua một công ty khác với giá trị tài sản ròng của công ty mục tiêu. Theo US GAAP, lợi thế thương mại được kiểm tra sự suy giảm hàng năm cho.